# Солопов, Алексей Иванович
Алексе́й Ива́нович Со́лопов (род. 1965) — российский филолог-классик, с 2006 года заведующий кафедрой классической филологии МГУ. Специализируется на латинской и греческой лексикографии, ономастике классических языков, этимологии и истории религии. В сферу его интересов входят также историческая грамматика латинского языка, латинский язык нового времени и латинский язык как метаязык науки.

## Биография
Родился в семье инженера Ивана Алексеевича Солопова (выпускника Новосибирского государственного электротехнического института) и библиотекаря Людмилы Германовны Солоповой (урожд. Ушаковой, 1937—2020; выпускница Московского государственного института культуры). Внук Германа Григорьевича Ушакова (1895—1937), участника Первой мировой войны, видного деятеля Февральской революции 1917 г.
В 1982 году окончил с золотой медалью Краснощёковскую среднюю школу № 1 (Алтайский край, Краснощёковский район), тогда же поступил на романо-германское отделение филологического факультета Московского университета, но сразу перешёл на отделение классической филологии, которое окончил в 1987 году. Учился у Н. А. Фёдорова, В. И. Мирошенковой, К. П. Полонской, О. С. Широкова, Г. И. Соколова, Л. П. Поняевой, А. А. Тахо-Годи, Ю. А. Шичалина, М. Г. Лопатиной, А. А. Волкова, И. М. Нахова и др. Однокурсниками А. И. Солопова были Д. Е. Афиногенов и А. А. Россиус.
В 1987 году А. И. Солопов был принят в очную аспирантуру по кафедре классической филологии, в 1989 году был зачислен в штат кафедры. 13 мая 1994 года защитил кандидатскую диссертацию «Семантический спектр прилагательного pulcher (на материале текстов III в. до н. э. — VII в. н. э.)» (научный руководитель — Н. А. Фёдоров, оппоненты — Ю. В. Откупщиков, Т. А. Карасёва), посвящённую исторической семасиологии латинского языка. 18 февраля 2009 года А. И. Солопов защитил докторскую диссертацию «Греко-латинская географическая номенклатура: её внешняя и внутренняя структура».
В своих исследованиях А. И. Солопов продолжает разрабатывать заложенное М. М. Покровским и продолженное Н. А. Фёдоровым семасиологическое направление исследований латинской и греческой лексики. А. И. Солоповым опубликовано более 80 статей и монографий на латинском, русском и английском языках по различным проблемам классической филологии — латинской и греческой лексикографии, ономастике классических языков, этимологии, истории религии и различных сторон материальной культуры обществ классической древности. А. И. Солопову принадлежат в том числе комментированное издание речи «В защиту Лигария» Цицерона (2017, 2020), а также первый перевод кодекса Юстиниана на русский язык (2021, 2022, совместно с А. В. Щёголевым и А. В. Копыловым (вышли книги 6-7)); по инициативе А. И. Солопова переиздан комментарий С. И. Соболевского к «Запискам о войне с галлами» Цезаря (2011), а в 2019 году издан новый перевод на русский язык «Илиады» Гомера (Е. И. Кострова и А. И. Любжина). В 2016 году А. И. Солопов заложил начало новой серии критических изданий — Bibliotheca utriusque linguae scriptorum Moscouiensis («Эдип-царь» Софокла, изд. М. Агосто). Научная школа А. И. Солопова развивается и в публикациях его учеников, а также в курсовых и дипломных работах и кандидатских диссертациях, защищённых под его руководством (более 40).
В течение 2003—2004 учебного года А. И. Солопов стажировался в Оксфордском университете (колледж Всех душ) в качестве члена колледжа на правах гостеприимства. Кроме того, в 1999 году стажировался в Падуанском университете, в 2005 и 2012 годах — в Галле-Виттенбергском университете им. М. Лютера. Неоднократно выступал с публичными лекциями и докладами в зарубежных университетах и других учебных заведениях (в Италии, Германии, Великобритании, Греции, Финляндии, Литве, на Кипре и в других странах), участвовал в большом числе международных конференций по классической филологии и языкознанию.
22 мая 2006 года на заседании кафедры классической филологии МГУ был избран на должность заведующего кафедрой, 9 января 2007 года утверждён в этой должности приказом ректора Московского университета. С 16 февраля 2011 года имеет звание доцента.
На кафедре классической филологии А. И. Солопов, помимо чтения римских авторов (в рамках основного курса «Латинский язык и авторы» и в качестве специальных семинаров), ведёт курсы «Историческая грамматика латинского языка», «Греко-римские древности», «Введение в классическую филологию», специальный семинар «Латинская стилистика», межкафедральные курсы для аспирантов «Латинский язык как метаязык науки» и «Латинский язык в естественных науках». А. И. Солопов ввёл в программу кафедры классической филологии давно забытые на (историко-)филологическом факультете дисциплины, например, римское право; на кафедре регулярно проводятся открытые лекции российских и зарубежных специалистов в области классической филологии. По инициативе А. И. Солопова 7 декабря 2016 года прошёл первый в России международный конгресс латинистов («Новолатинская традиция в Европе. Научные чтения, посвящённые памяти О. Д. Никитинского»), в котором участвовали латинисты из  разных стран мира.
23 декабря 1994 года назначен orator publicus Московского университета (ответственным за подготовку официальных латинских текстов), продолжив традицию, заложенную Н. А. Фёдоровым. А. И. Солопов возродил традицию активного использования латинского и древнегреческого языков, в том числе преподавания на этих языках. Особенность подхода А. И. Солопова состоит в том, что неологизмы, изобретённые им для передачи явлений современной жизни, отсутствовавших в древности, создаются из существующих в латинском и древнегреческом языках корней, а не заимствуются напрямую из новых языков, так как это нередко противоречит правилам латинского и греческого словообразования. Данный подход возродил традиции цицеронианства, нередко бывшие в пренебрежении в течение последних столетий.
Результаты многолетней практики изучения и активного использования латинского языка в качестве разговорного и письменного языка науки отражены в монографии «Начала латинской стилистики» (2008), ставшей базовым пособием по стилистике латинского языка. Помимо официальных латинских текстов Московского университета, в книге опубликованы и переводы отрывков из произведений отечественной и зарубежной художественной литературы на латинский язык, а также составленные А. И. Солоповым словари (географических названий и неологизмов).
Написанный А. И. Солоповым в соавторстве с Е. В. Антонец учебник «Латинский язык» (2009, 2013, 2014, 2019) стал основным учебным пособием по данной дисциплине в Московском университете и многих других высших учебных заведениях.
С 2017 года А. И. Солопов является председателем диссертационного совета МГУ.059.6 (ранее — МГУ.10.09) по специальности «Классическая, византийская и новогреческая филология».
А. И. Солопов — автор истории кафедры классической филологии Московского университета, опубликованной в сборнике очерков истории филологического ф-та (4-е изд.: 2021), а также на сайте кафедры классической филологии.